# KOI-877
KOI-877 — звезда, которая находится в созвездии Лебедя. Вокруг звезды обращаются, как минимум, две планеты.

## Характеристики
KOI-877 представляет собой оранжевый карлик, примерно вдвое меньше по размерам, чем Солнце. Впервые в астрономической литературе упоминается в каталоге 2MASS, опубликованном в 2003 году. Масса звезды равна 0,63 солнечной, а радиус — 0,59 солнечного. Температура поверхности звезды составляет приблизительно 4500 кельвинов.